# Giovanni Battista Martini

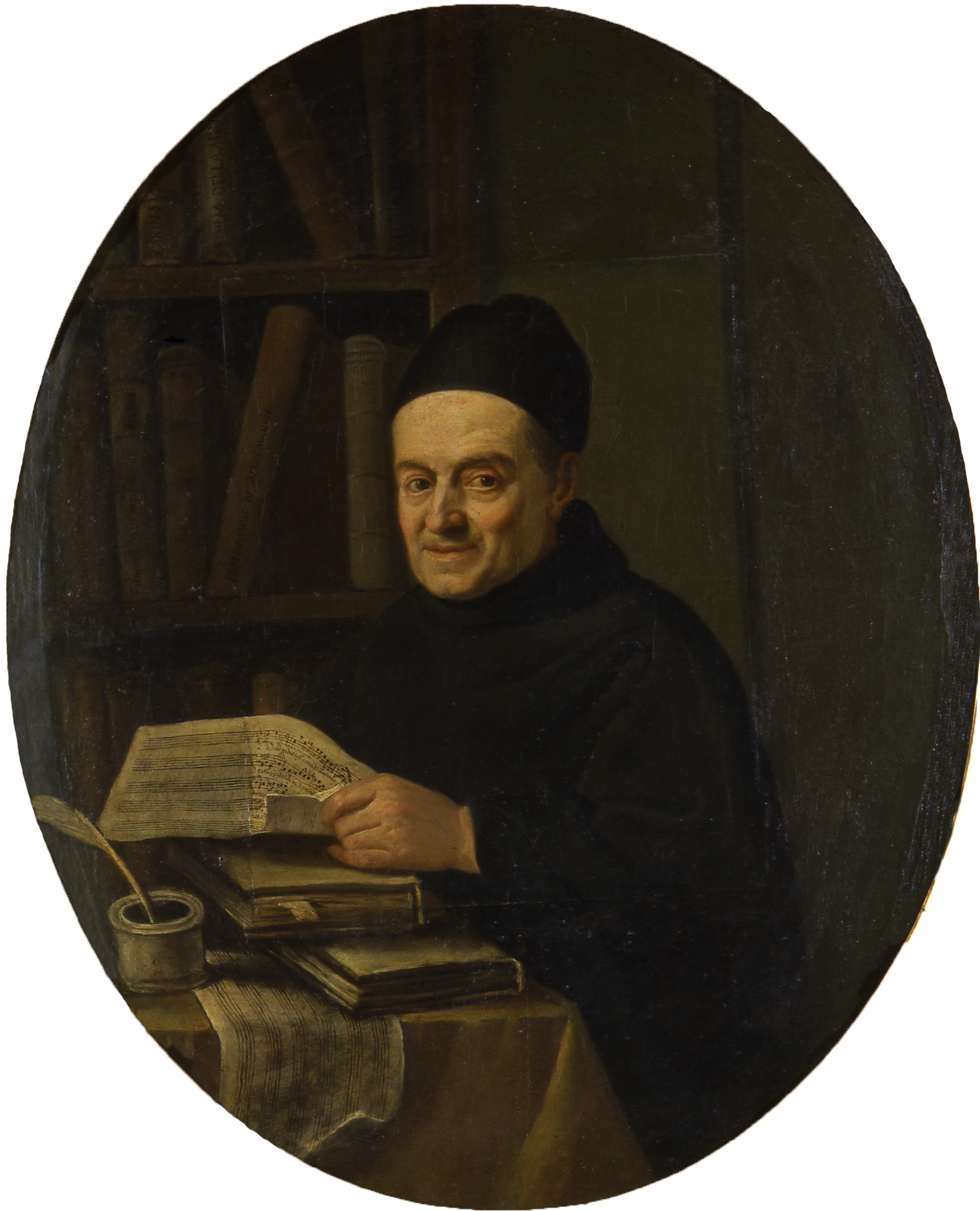
Padre Martini

Giovanni Battista Martini oder Giambattista Martini, genannt Padre Martini OFMConv (* 24. April 1706 in Bologna; † 3. August 1784 ebenda) war ein italienischer Komponist und Musiktheoretiker.

## Leben
Giovanni Battista Martini erhielt seinen ersten Musikunterricht durch seinen Vater Antonio Maria Martini, einen Violinisten und Cellisten. Weitere Lehrer waren Padre Pradieri (Cembalo), Giovanni Antonio Riccieri (1679–1746, Kontrapunkt), Giacomo Antonio Perti (Komposition), Angelo Predieri (1655–1731) und Francesco Antonio Pistocchi.
1722 trat er in den Minoritenorden ein. Er unternahm zu seiner Ausbildung große Reisen und widmete sich dann ausschließlich der Musik. 1725 wurde er Kapellmeister der Franziskanerkirche in Bologna, wo er mit seinen Kompositionen die Aufmerksamkeit auf sich zog. Er begründete eine Musikschule, das Liceo Musicale di Bologna, die nach seinem Tod von seinem Schüler Stanislao Mattei bis ins 19. Jahrhundert fortgeführt wurde und viele namhafte Künstler Italiens und des Auslands ausgebildet hat.
Als Lehrer bevorzugte er die alte römische Kompositions-Tradition, den Stile antico. Martini war ein bedeutender Pädagoge und Musiktheoretiker, der eine Bibliothek von rund 15.000 Bänden besaß. Die Musikbibliothek der Accademia Filarmonica in Bologna, der Padre Martini seine Bände und Handschriften vermachte, zählt dadurch weltweit zu den bedeutendsten Sammlungen ihrer Art.
In musikalischen Fragen galt er als höchste Instanz galt, weshalb sein Rat in vielen Streitfragen beigezogen wurde. Johann Christian Bach und Florian Leopold Gassmann gehörten zu seinen Schülern. Im Winter 1770 ließ sich der junge Wolfgang Amadeus Mozart auf seiner ersten Italienreise von Martini in Kontrapunkt unterweisen. Auch andere Komponisten suchten Martinis Rat, z. B. Giovanni Battista Cirri, Vicente Martín y Soler, Christoph Willibald Gluck, Niccolò Jommelli, André Grétry und Antonio Boroni. Martini schrieb bedeutende Lehrwerke über Musik und stand mit den namhaftesten Musikern und Gelehrten aus ganz Europa in Korrespondenz.

## Werke

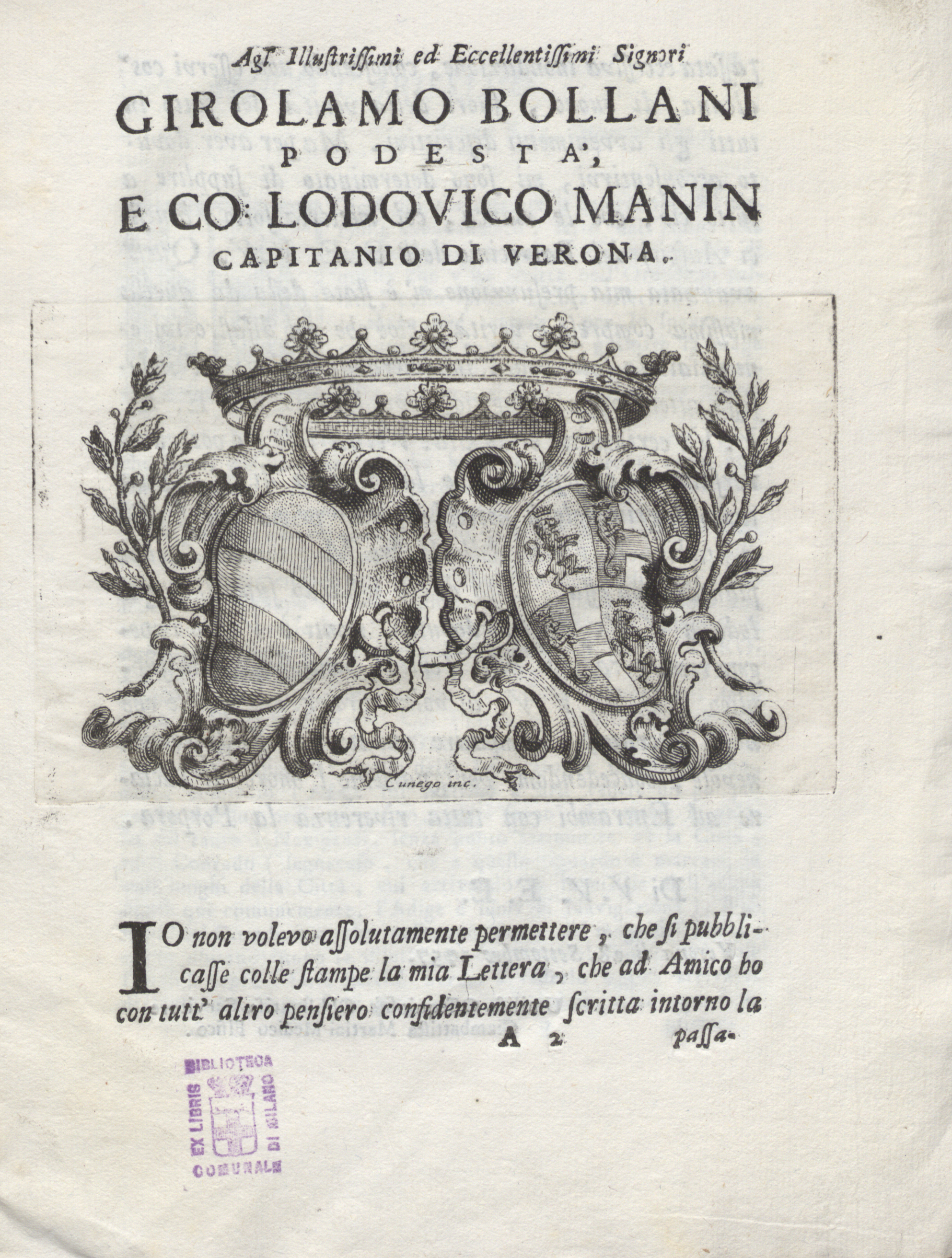
Lettera famigliare intorno l’inondazione di Verona (1757)

Padre Martini schuf neben 32 Messen und einem Requiem hauptsächlich kirchliche Kompositionen, die meisten blieben unveröffentlicht, das „Liceo“ in Bologna besitzt mehrere Manuskripte. Zu seinen Werken gehören, zwei Oratorien, die Litaniae atque antiphonae finales B. V. Mariae von 1734 und zahlreiche Kantaten und Arien. Insgesamt komponierte er 94 Sonaten für Tasteninstrumente, darunter die zwölf Sonate d’intavolatura, sechs Sonaten für Cembalo und Duetti da camera (Sonaten für Flöte und Generalbass), dazu kommen 24 Sinfonias, darunter die Sinfonia con violoncello e violino obbligati, und mehrere Konzerte für Soloinstrumente und Streicher. Martini komponierte fünf Bühnenwerke, darunter L’impresario delle Canarie (1744).
Sein bedeutungsvollstes Erbe sind die theoretischen Werke:
- Storia della musica, 3 Bde. Bologna, 1757–1781 (großangelegte, doch unvollendete Geschichte der Musik)
- Saggio fondamentale pratico di contrapunto sopra il canto fermo, 2 Bde. Bologna, 1774–1775 (Kompositionslehre)
- Compendio della teoria de’ numeri per uso del musico. Bologna 1769

Seine Fähigkeiten als Tonsetzer bewahrte er in seinem Lehrbuch Saggio fondamentale pratico di contrapunto, die als Musikhistoriker in seiner berühmten Storia della musica, welche, wenn auch unvollendet und einer systematischen Anordnung ermangelnd, doch vielen späteren musikhistorischen Werken als Ausgangspunkt diente.